# Замок Байнардс
Замок Байнардс (англ. Baynard’s Castle) — название двух замков, в разные годы находившихся на соседних участках в лондонском Сити, между современной станцией Блэкфраэрс и собором Святого Павла.

## История
Первый замок был нормандским укреплением, построенным Ральфом Байнардом (fl. 1086), 1-м феодальным бароном Литтл-Данмоу в Эссексе; был снесён королём Иоанном в 1213 году. Второй — средневековый дворец к югу-востоку от нормандского замка — сгорел во время Великого лондонского пожара в 1666 году. По словам сэра Уолтера Безанта, «в [Лондоне] не было дома более интересного, чем этот» .
Оригинальный замок был построен на участке земли, где старые римские стены и река Флит встречались с Темзой, к востоку от того места, где сейчас находится станция Блэкфриарс. Нормандский замок простоял более века, прежде чем был снесён по приказу короля Иоанна в 1213 году. Неизвестно, в каком виде и когда точно был восстановлен замок, но в 1276 году территория замка была продана для возведения огромного монастыря Блэкфриарс (замок также фигурировал в купчей).
Примерно столетие спустя новый особняк был построен на отвоеванной у Темзы земле, к юго-востоку от первого замка. Он был перестроен после 1428 года и стал лондонской резиденцией Йорков во время Войны роз. В замке были провозглашены король Эдуард IV и королева Мария I.
В конце XV века король Генрих VII перестроил особняк в королевский дворец, а его сын Генрих VIII подарил его Екатерине Арагонской накануне свадьбы. В 1551 году, после смерти Генриха в 1547 году и во время правления малолетнего короля Эдуарда VI, дворец был пожалован графу Пембруку (муж сестры Екатерины Парр). Граф расширил замок к востоку, выстроив три флигеля, которые сформировали второй внутренний двор. Семья Гербертов встала на сторону парламента во время гражданской войны, а после восстановления монархии в 1660 году особняк перешёл к роялисту Фрэнсису Толботу, 11-му графу Шрусбери. Замок Байнардс сгорел во время Великого лондонского пожара в 1666 году, но руины сохранялись до XIX века. В настоящее время на этом месте находится офис BT Group под названием Байнард-хаус; в честь замка также названы улица Касл-Байнард и административный район Касл-Байнард в лондонском Сити.